# Anthony Sinisuka Ginting
Anthony Sinisuka Ginting (Cimahi, 20 ottobre 1996) è un giocatore di badminton indonesiano, medaglia di bronzo nel singolo ai Giochi olimpici di Tokyo 2020.

## Palmarès
- Giochi olimpici

Tokyo 2020: bronzo nel singolo.
- Sudirman Cup

Nanning 2019: bronzo.
- Thomas Cup

Kunshan 2016: argento.
Bangkok 2018: bronzo.
Aarhus 2020: oro.
Bangkok 2022: argento.
Chengdu 2024: argento.
- Giochi asiatici

Giacarta-Palembang 2018: argento a squadre, bronzo nell'individuale.
- Campionati asiatici

Dubai 2023: oro nel singolo.
- Campionati asiatici a squadre

Hyderabad 2016: oro a squadre.
Alor Setar 2018: oro a squadre.
Manila 2020: oro a squadre.
- Giochi del Sud-est asiatico

Singapore 2015: oro a squadre.
Filippine 2019: oro a squadre.
- Giochi olimpici giovanili

Nanchino 2014: bronzo nel singolo.
- Mondiali juniores

Alor Setar 2014: argento a squadre miste, bronzo nel singolo.